# Schieferfruchttaube
Die Schieferfruchttaube (Ducula cineracea), auch Schieferrücken-Fruchttaube oder Timor-Fruchttaube genannt, ist eine Vogelart aus der Familie der Tauben. Sie kommt ausschließlich auf zwei Inseln der Kleinen Sundainseln vor. Es werden zwei Unterarten unterschieden. 
Die Bestandssituation der Schieferfruchttaube wird von der IUCN seit Oktober 2016 potentiell gefährdet (near threatened) eingestuft. In den Jahren zuvor stufte die IUCN die Art als stark gefährdet (endangered) ein. 

## Erscheinungsbild
Die Schieferfruchttaube erreicht eine Körperlänge von 39 bis 43 Zentimeter, wovon 14,5 bis 15,7 Zentimeter auf den Schwanz entfallen. Die Flügellänge beträgt 21,5 bis 22,2 Zentimeter. Der Schnabel wird 1,4 bis 1,9 Zentimeter lang. Es liegen bislang noch keine Gewichtsdaten für diese Art vor.
Die Stirn, die Zügel, der Scheitel und der Nacken sind dunkel rußgrau und gehen in einen heller schiefergrauen Hals über. Die übrige Körperoberseite ist schwarzbraun bis schiefergrau, die Feder n auf dem Mantel und den Flügeldecken haben einen ölig grünen Schimmer. Die Handschwingen sind auf den Außenfahnen blass isabellfarben gesäumt. Das Schwanzgefieder ist auf der Oberseite schwarzbraun ohne Glanz. Das Kinn und die Mitte der Kehle ist weinrot, das Brustgefieder ist weinrot mit einem leicht grauen Ton. Der Bauch ist heller als das Brustgefieder und hat einen leicht bräunlichen Ton. Die Federn an den Flanken und den Läufen sind außerdem blass zimtfarben gesäumt. Die Unterschwanzdecken hat denselben Farbton wie der Bauch, das Schwanzgefieder ist auf der Unterseite mattgrau. Die Iris ist dunkel, der Schnabel ist schwarz, die Beine und Füße sind schwarzviolett.
Jungvögel gleichen den adulten Vögeln, haben jedoch kastanienbraun gesäumte Flügeldecken. Grundsätzlich fehlt ihrem Gefieder außerdem der für die adulten Vögel typisch ölig-grüne Glanz. Das Schwanzgefieder ist bei ihnen bräunlicher mit blass rotbraunen Federenden. Die Oberschwanzdecke ist braun.

## Verwechslungsmöglichkeiten
Im Verbreitungsgebiet der Schieferfruchttaube kommen zwei weitere Taubenarten vor, mit der sie verwechselt werden kann. Die Sundafruchttaube kommt überwiegend im Tiefland vor und hat einen weinfarbenen Kopf und Ohrdecken, der mit einem grauen Hinterhals kontrastiert. Die Unterschwanzdecken sind kastanienbraun und dunkler als der Bauch. Die Wachshaut und die Beine sind rötlich. Eine größere Verwechslungsmöglichkeit besteht mit der zu den Feldtauben gehörenden Weißwangentaube, die sich nur bei guten Lichtverhältnissen eindeutig identifizieren lässt. Auffallendstes Unterscheidungsmerkmal sind die metallisch violett bis grün schimmernden Federsäume am Mantelgefieder und der grünliche Schimmer des dunkel schiefergrauen Brustgefieders. Die Iris dieser Art ist außerdem gelb oder rot und nicht dunkel wie bei der Schieferfruchttaube.

## Verbreitungsgebiet und Lebensraum
Die Schieferfruchttaube lebt in den Bergen der südostasiatischen Inseln Timor und Wetar, die beide zu den kleinen Sundainseln zählen. Auf beiden Inseln schrumpft ihr Lebensraum aufgrund der Abholzung der Wälder. Eine stabile Population scheint es am Gunung Mutis (Westtimor) zu geben. Kürzlich wurden die Vögel auch in Kaffeeplantagen in Ermera (Osttimor) beobachtet. 2009 wurden die Tiere auch am Monte Mundo Perdido entdeckt.